# Sini wir
Sini wir (bułg. Сини вир) – wieś w Bułgarii, w obwodzie Szumen, w gminie Kaolinowo. W 2024 roku liczyła 595 mieszkańców.